# Hydrovatus validicornis
Hydrovatus validicornis är en skalbaggsart som beskrevs av Régimbart 1895. Hydrovatus validicornis ingår i släktet Hydrovatus och familjen dykare. Inga underarter finns listade i Catalogue of Life.